# 오라군

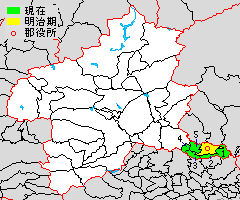
오라군의 위치

오라군(일본어: 邑楽郡, おうらぐん)은 일본 군마현에 있는 군이다.
인구 100,890명, 면적 132.37km², 인구밀도 762명/km².(2025년 3월 1일, 추계인구)
이하 5정으로 설치되어 있다.
- 이타쿠라정(板倉町)
- 메이와정(明和町)
- 지요다정(千代田町)
- 오이즈미정(大泉町)
- 오라정(邑楽町)

## 군역
1878년 행정 구역으로 출범할 당시의 군역은 위 5개 정촌 외에 다테바야시시와 오타시 후루토마치를 합친 구역에 해당한다.

## 역사

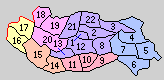
1.다테바야시정 2.사토야촌 3.오시마촌 4.니시야다촌 5.에비세촌 6.오가노촌 7.이나라촌 8.아카바네촌 9.지에다촌 10.우메시마촌 11.사누키촌 12.로쿠고촌 13.미노야촌 14.도미나가촌 15.에이라쿠촌 16.오가와촌 17.고이즈미촌 18.다카시마촌 19.나카노촌 20.나가에촌 21.다타라촌 22.와타라세촌 (보라:다테바야시시 파랑:이타쿠라정 빨강:메이와정 분홍:오라정 등색:지요다정 파랑:오이즈미정)

- 1889년 4월 1일 - 정촌제 시행으로, 아래의 정촌이 발족.(1정 21촌)
  - 다테바야시정(館林町): 현 다테바야시시
  - 사토야촌(郷谷村): 현 다테바야시시
  - 오시마촌(大島村): 현 다테바야시시
  - 니시야다촌(西谷田村): 현 이타쿠라정
  - 에비세촌(海老瀬村): 현 이타쿠라정
  - 오가노촌(大箇野村): 현 이타쿠라정
  - 이나라촌(伊奈良村): 현 이타쿠라정
  - 아카바네촌(赤羽村): 현 다테바야시시
  - 지에다촌(千江田村):현 메이와정
  - 우메시마촌(梅島村):현 메이와정
  - 사누키촌(佐貫村):현 메이와정
  - 로쿠고촌(六郷村): 현 다테바야시시
  - 미노야촌(三野谷村): 현 다테바야시시
  - 도미나가촌(富永村): 현 지요다정
  - 에이라쿠촌(永楽村): 현 지요다정
  - 오가와촌(大川村): 현 오이즈미정
  - 고이즈미촌(小泉村): 현 오이즈미정
  - 다카시마촌(高島村): 현 오라정
  - 나카노촌(中野村): 현 오라정
  - 나가에촌(長柄村): 현 오라정
  - 다타라촌(多々良村): 현 다테바야시시
  - 와타라세촌(渡瀬村): 현 다테바야시시
- 1902년 7월 25일 - 고이즈미촌이 정제 시행으로 고이즈미정(小泉町)이 됨.(2정 20촌)
- 1954년 4월 1일 - 다테바야시정·사토야촌·오시마촌·아카바네촌·로쿠고촌·미노야촌·다타라촌·와타라세촌이 합병하여 다테바야시시(館林市)가 발족, 군에서 이탈.(1정 13촌)
- 1955년
  - 2월 1일 - 니시야다촌·에비세촌·오가노촌·이나라촌이 합병하여 이타쿠라정(板倉町)이 발족.(2정 9촌)
  - 3월 1일(2정 6촌)
    - 다카시마촌·나카노촌이 합병하여 나카지마촌(中島村)이 발족.
    - 지에다촌·우메시마촌·사누키촌이 합병하여 메이와촌(明和村)이 발족.

  - 3월 31일 - 도미나가촌·에이라쿠촌·나가에촌이 합병하여 지요다촌(千代田村)이 발족.(2정 4촌)
- 1956년 9월 30일 - 지요다촌의 일부가 나카지마촌에 편입.
- 1957년
  - 1월 1일 - 나카지마촌이 오라촌(邑楽村)으로 개칭.
  - 3월 31일 - 고이즈미정·오가와촌이 합병하여 오이즈미정(大泉町)이 발족.(2정 3촌)
- 1968년 4월 1일 - 오라촌이 정제 시행으로 오라정(邑楽町)となる.(3정 2촌)
- 1982년 4월 1일 - 지요다촌이 정제 시행으로 지요다정(千代田町)となる.(4정 1촌)
- 1998년 10월 1일 - 메이와촌이 정제 시행으로 메이와정(明和町)이 됨.(5정)